# Taubenturm (Gimeux)

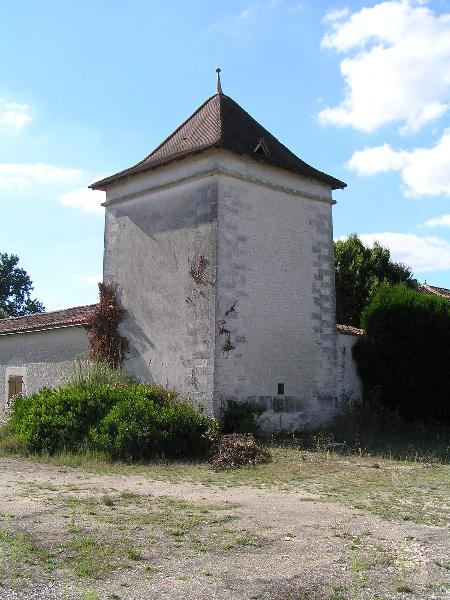
Taubenturm in Gimeux

Der Taubenturm (französisch colombier oder pigeonnier) in La Grave, einem Weiler der französischen Gemeinde Gimeux im Département Charente in der Region Nouvelle-Aquitaine, wurde vermutlich in der zweiten Hälfte des 19. Jahrhunderts errichtet.
Der rechteckige Taubenturm aus Bruchsteinmauerwerk mit Eckquaderung gehört zu einem ehemaligen Herrenhaus mit Bauernhof.